# Panică în oraș
Panică în oraș - Panic in the City este un film SF thriller din 1968 regizat de Eddie Davis și scris de Eddie Davis și Charles E. Savage. Filmul este despre arme nucleare, are loc și a fost filmat în  Los Angeles în 1967. În rolurile principale joacă actorii Howard Duff, Linda Cristal, Stephen McNally,  Nehemiah Persoff, Anne Jeffreys, Oscar Beregi Jr. și Gregory Morton. A fost realizat în Eastmancolor și lansat în octombrie 1968.

## Prezentare
Un agent al Biroului Național de Investigații, Dave Pomeroy, investighează moartea unui om de știință nuclear european și descoperă un complot comunist pentru a detona o bombă nucleară în Los Angeles, cu scopul de a declanșa al treilea război mondial. Odată ce bomba este activată și Pomeroy primește o doză letală de radiații, se sacrifică pentru a salva orașul zburând cu bomba peste Oceanul Pacific cu un elicopter.

## Distribuție
- Howard Duff - Dave Pomeroy
- Linda Cristal - Dr. Paula Stevens
- Stephen McNally - James Kincade
- Nehemiah Persoff - August Best
- Anne Jeffreys - Myra Pryor
- Oscar Beregi Jr. - Dr. Paul Cerbo
- Gregory Morton - Steadman
- Dennis Hopper - Goff
- George Barrows - Ernest
- John Hoyt - Dr. Milton Becker
- Steve Franken - Hal Johnson
- Wesley Lau - Police Lt. Brady

## Legături externe
- Panic in the City la Internet Movie Database
- Panică în oraș la Rotten Tomatoes

## Vezi și
- Listă de filme americane din 1968
- United Pictures Corporation